# 科技迷科学中心
科技迷科学中心（Techmania Science Center）是捷克共和国的第一个科学博物馆和重要的非正式教育机构。 2005年，该项目由斯柯达公司和西波希米亚大学建立，位于比尔森。使命是帮助公众，尤其是年轻人，更加熟悉科学、技术和人类知识的发展。另一个目标是帮助科学中心的年轻访客找到悬而未决的问题的答案。

## 历史
2008年11月4日，科学中心向公众开放。自那时以来，超过30万名游客在科学中心的互动学习环境中体验了科学和工程。2013年9月2日，科学中心因全面翻新而关闭。2013年11月4日，捷克共和国的“第一个3D天文馆” 作为新科学中心的一部分开放。科学中心的主展厅于2014年3月重新开放，展示新的互动展览，例如可再生能源、物理学、人体、水世界等。
从2010年9月到2012年3月，有争议的雕塑Entropa在比尔森的科技迷科学中心展出。